# Grand Prix Abú Zabí 2009
Grand Prix SAE 2009 (I Etihad Airways Abu Dhabi Grand Prix), 17. závod 60. ročníku mistrovství světa jezdců Formule 1 a 51. ročníku poháru konstruktérů, historicky již 820. grand prix, se poprvé odehrála na okruhu na Yas Marině.